# 森長可
森 長可（もり ながよし）は、戦国時代から安土桃山時代にかけての武将・大名。本姓は源氏。家系は清和源氏の一家系、河内源氏の棟梁・源義家の六男・義隆を祖とする森氏（仮冒の説あり）。父は森可成。兄に森可隆、弟に森成利ら。受領名は武蔵守。

## 生涯

### 家督相続
永禄元年（1558年）、森可成（三左衛門）の次男として生まれる。元亀元年（1570年）に父・可成が戦死し、長兄の可隆（伝兵衛）も同年に戦死していたため、僅か13歳で家督を継いで織田信長に仕え、信長より一字拝領し勝蔵 長可を名乗った。元亀3年（1572年）12月には羽柴秀吉・丹羽長秀・塙直政らとともに発給文書に連署しており、15歳にしてすでに他の重臣らと同じように活動している様子がうかがえる。
元亀4年（1573年）3月、第二次長島一向一揆攻めに織田信忠の部隊に参加して初陣。稲葉良通、関成政らと共に一揆勢に突撃をかけ、森家では各務元正などが功を挙げ信長よりその働きを称された。同年の槇島城の戦いでは老巧の家臣を出し抜き先陣を切って宇治川を渡るものの、城内はすでにほとんどもぬけの殻であり高名とはならなかった。翌天正2年（1574年）には第三次長島一向一揆攻めで長島城の寄せ手に参加し関成政と共に打って出てきた一揆軍を敗走させた。また、信忠軍と一揆が川を挟んで対峙した際には船で渡河して切り込み、一揆勢27人を討ち果たすなど優れた武勇を見せた。以後は信忠配下の与力武将として長篠の戦い、美濃岩村城攻め、越中国侵攻、摂津石山本願寺攻め、三木合戦などに参加し武功を挙げている。
また、天正5年（1577年）頃から内政にも参加するようになり、地元の兼山城（現・岐阜県可児市兼山）周辺の発展のために間近を流れる木曾川を活かしての商業を重視し河港(兼山湊)の整備、兼山の城下町の区画整理、六斎市の開催などを行っている。また内陸部で入手の難しい海魚・塩の販売需要を見込んで専売制を敷き、地元商人に専売特権を与える見返りとして税収を得た。この専売制は効果があったようで森家が美濃を去った後も、商人たちが尾張藩の美濃代官に長可の書状を持って制度の存続を求めると、尾張藩では専売ではなかった魚と塩の専売を特例として認めさせ、明治時代に到るまでこの制度は存続した。

### 甲州征伐
天正10年（1582年）の甲州征伐においては団忠正と共に先鋒部隊の将として抜擢。忠正と長可は2月6日に木曽口より信濃国の武田領へと侵攻し、14日には松尾城の小笠原信嶺を降伏させ、飯田城の保科正直も潰走。15日には逃げる正直の部隊を追撃し数十騎を討ち取る活躍を見せる。仁科盛信の守備する高遠城攻めでは信忠率いる本隊を待ち合流。月蔵山を上り本隊とは別行動で動き高遠城に押し寄せると森隊は三の丸の屋根に登り、板を引き剥がし城内へ鉄砲の一斉射を加え陥落させ、さらにそこから本丸方面の高遠城の守備兵を射撃し多くの敵を倒す。また、本丸の制圧においても自ら槍を取って戦い、手に傷を負うも構わず城兵を突き倒すなど奮闘する。しかしながら本隊到着前に団と共に二度の軍規違反を侵しており、このことは信長に書簡で注意を受けている。
そのまま忠正と共に上野国へ侵入し、小諸城の接収や小幡氏ら国人衆の人質の徴収に当たっている。これらの戦功から武田氏滅亡後、信長から恩賞として信濃川中島四郡（高井・水内・更級・埴科）と海津城20万石を与えられた。また長可の旧領である金山は弟の成利（蘭丸）に与えられている。

### 信濃入領
天正10年（1582年）4月、海津城に入り領内の統治に取りかかった長可であったが、信濃国の政情はいまだ不安定であり、さらに上杉氏の本領である越後国と接する長可の北信濃四郡は上杉氏と結んだ旧武田家臣なども存在していた。そういった中で4月5日に上杉景勝と結んだ旧武田家臣の芋川親正が地侍など8000人を率いて蜂起。一揆勢は廃城となっていた大倉城を改修して本拠とし、稲葉貞通の守る飯山城を包囲するという事件が起こるが長可は一揆勢を撫で斬りにしてわずか2日でこれを鎮圧し、島津忠直など他の反抗的な勢力も領内から追放し支配を確立する。
残った信濃国衆も一応は臣従の姿勢を見せたが、領内の統治が容易ではないことを痛感した長可は、国衆の妻子を海津城に住まわせることを義務付け、また一揆に参加したと見られる近隣の村の住民の一部も強制的に海津城下に住まわせた。また、領内への禁制発布、信濃国衆との会談や所領安堵の判断など政務を精力的にこなし、統治の確立に努めた。

### 越後侵攻
信濃国の仕置きを済ませた長可は、上杉景勝が柴田勝家に攻められている越中魚津城の救援に向かったという知らせを受けて、同年の5月23日に5,000の兵を率いて越後国への出兵を開始。越後国境付近の関川口の守りを突破し芋川親正・安田某らの守る田切城（妙高市大字田切字東裏にあった城）を落として、上杉領深くまで侵攻した。6月までに春日山城からほど近い二本木（上越市）を守る上条景春を破り、同地に陣を張った。当時、春日山城の兵はほとんど魚津城の救援に向かっていた。手薄な春日山城に長可が肉薄すると、上杉景勝も春日山城防衛のために魚津城の救援を諦めざるを得なかった。景勝は5月27日天神山城の陣を引き払い春日山城へと兵を返すこととなった。これによって景勝の援護を得られなかった魚津城は柴田軍の攻撃によって陥落し、上杉軍は越中国における重要な拠点を失う。
しかし6月2日に本能寺の変で信長が討たれると、敵地深くに進攻していた長可は一転して窮地に立たされた。6月8日には二本木の陣を払って越後国から撤退。軍議を開いて信長の仇を討つことを決定した。しかし信濃国衆にも信長死亡の報が伝わっており、長可配下の信濃国衆たちは出浦盛清を除いてほぼ全員が長可を裏切り、森軍を殲滅するための一揆を煽動していた。これに対し長可はまず海津城の人質を逃がさぬように厳命し、入城後はただちに人質を連れて南進した。長可の家臣・大塚次右衛門が一揆と交渉したが、一揆衆は森勢の前に立ちふさがったため、長可は合戦を仕掛け勝利する。森軍は松本に到着すると人質を残らず処刑し木曽谷方面へと撤退した。唯一、撤退に協力した出浦盛清に長可は深く感謝し脇差を与えている。
撤退途中に長可は「木曽福島城の木曾義昌も暗殺を画策している」という密告を城下で商売をしていた金山の商人から受けた。長可は敢えて木曽福島城を迂回せず、まずは到着予定日を書いた書状を義昌に送るとわざとそれより1日早い日取り、それも深夜遅くに城門を破城槌で破壊して木曽福島城に押し入るという策略を実行した。一気に乱入した家臣らは義昌の息子の岩松丸（後の木曾義利）の身柄を拘束し、暗殺の企みを封じた。翌日になり森軍は木曽福島城を後にしたが長可は岩松丸を拉致したまま解放せずそのまま帰路を無事にゆくための人質として利用している。東美濃入りした後も苗木遠山氏の遠山友忠などが暗殺を企てていたが、木曾家から手を出さぬようにと懇願されたことで結局は手出しはされず森軍は無事に旧領の金山へと辿りついた。なお、安全圏に達したと判断した長可は金山に程近い大井宿でようやく岩松丸を解放している。

### 東美濃統一
天正10年（1582年）6月24日に無事に旧領への帰還を果たし、翌日には岐阜城に赴き織田信雄、信孝、三法師に挨拶し弔辞を述べたという。各務元正ら成利に与力として付けていた部下らと合流し旧領に復した長可であったが、元与力の肥田忠政・久々利頼興らが離反してその勢力は衰退しており、さらに小里光明・妻木頼忠・遠山友忠・斎藤利堯らも長可の排斥を企むなど周囲は敵に囲まれた状態であった。そこで長可は敵に一致団結される前に各個撃破することを決め、7月2日未明に肥田忠政の米田城を攻めた。忠政は病を患っていたため、同夜に加治田城の斎藤利堯を頼って落ち延びた。長可は7月3日の牛ヶ鼻砦での合戦を経て堂洞城跡に入り加治田城を攻めたが、これを落とすことは出来ず烏峰城に帰還した（加治田・兼山合戦）。しかし同年中に肥田忠政の病は重くなり加治田城で死去し、跡継は家臣の会議でも決まらなかったため、肥田家臣は離散し森家に属す者も多かった。長可は元家臣である大森城の奥村元広と上恵土城の長谷川五郎右衛門が信州から帰還しても森家に挨拶も使者も寄越さず、さらに肥田忠政に内通したとして大森城を重臣の林為忠に攻めさせ、さらに上恵土城を攻めたため、奥村元広は城を捨てて落ち延び、長谷川五郎右衛門は自害した。
長可は同月中に今城・下麻生城・野原城・御嵩城を攻略し、根本城の若尾元昌、土岐高山城の平井光村、妻木城の妻木頼忠は戦わず森家に帰順したため、森家は東濃において大きく勢力を伸ばした。さらに長可は、間を置かずに幸田孫右衛門を大将として遠山友忠の本拠である苗木城へと軍勢を派遣するが、道中で孫右衛門は遠山軍の奇襲を受けて戦死したため、苗木城攻略は頓挫した。この失敗を受けて長可はひとまず戦を止め久々利頼興と和睦し、遠山友忠とは睨み合いを続けた。また外交面では変後すぐさま羽柴秀吉に接近し、東美濃の諸氏から秀吉への取次の役目を申し付けられ、「当国に不届き者が居れば成敗するように」という旨の書状が羽柴秀吉、丹羽長秀、池田恒興の連名で出され反抗諸氏の領に攻め込む大義名分を得ている。
翌天正11年（1583年）の正月には宴を開いて久々利頼興を金山城に呼び寄せて加木屋正則により仇討させ、同日夜間に久々利城を攻めたて落城させた。また賤ヶ岳の戦いに際して柴田勝家と連携して織田信孝家臣の遠藤慶隆・遠藤胤基が兵を動かし須原城・洞戸城を攻略したという報が入ると佐藤秀方と連絡を取って遠藤領に侵攻。立花山城に篭った遠藤軍を攻め立て、遠藤清左衛門・池戸与十郎・井上作右衛門を討つも要害の立花山城は容易には陥落せず、やむなく遠藤軍の補給路を断っての兵糧攻めへと切り替えた。蓄えの充分でない立花山城の兵糧はすぐに尽き、進退極まった遠藤軍は討死覚悟で総攻撃に出ようとするが佐藤秀方から信孝自刃の知らせを聞かされると戦意を喪失し石神兵庫・遠藤利右衛門の両重臣を人質に差し出し降伏。長可は木尾村で慶隆・胤基両名と会談し和睦を成立させ、降伏を飲んだ礼として鞍付馬を両名に贈呈した（立花山の戦い）。
その後、兵を再編し同年5月に自ら出馬し二度目の苗木城侵攻を開始。5月20日に陥落させ、遠山友忠は城を脱出して徳川家康を頼って落ち延び、城に残った遠山兵は城を枕にことごとく討死した。さらに、明知城の明知遠山氏（遠山利景、遠山一行）と、信孝方の小里城主・小里光明は美濃から三河へ移り徳川家康に仕えた。東美濃一の堅城である岩村城も城主・団忠正が本能寺の変で信忠と共に討ち死にしていたため接収し、信孝の重臣であった斎藤利堯も加治田城を手放したため加治田衆を含めてこれを接収し、長可は旧領復帰から11か月ほどで美濃における抵抗勢力を完全に駆逐し、東美濃全域ならびに中濃の一部にまで版図を拡大した。統一後は領内に多すぎる城の保全の煩雑さを考え、加治田城を始めとするいくつかの城を廃城処分としている。
また、この頃より書状の上で武蔵守を自称するようになっている。

### 小牧・長久手の戦い

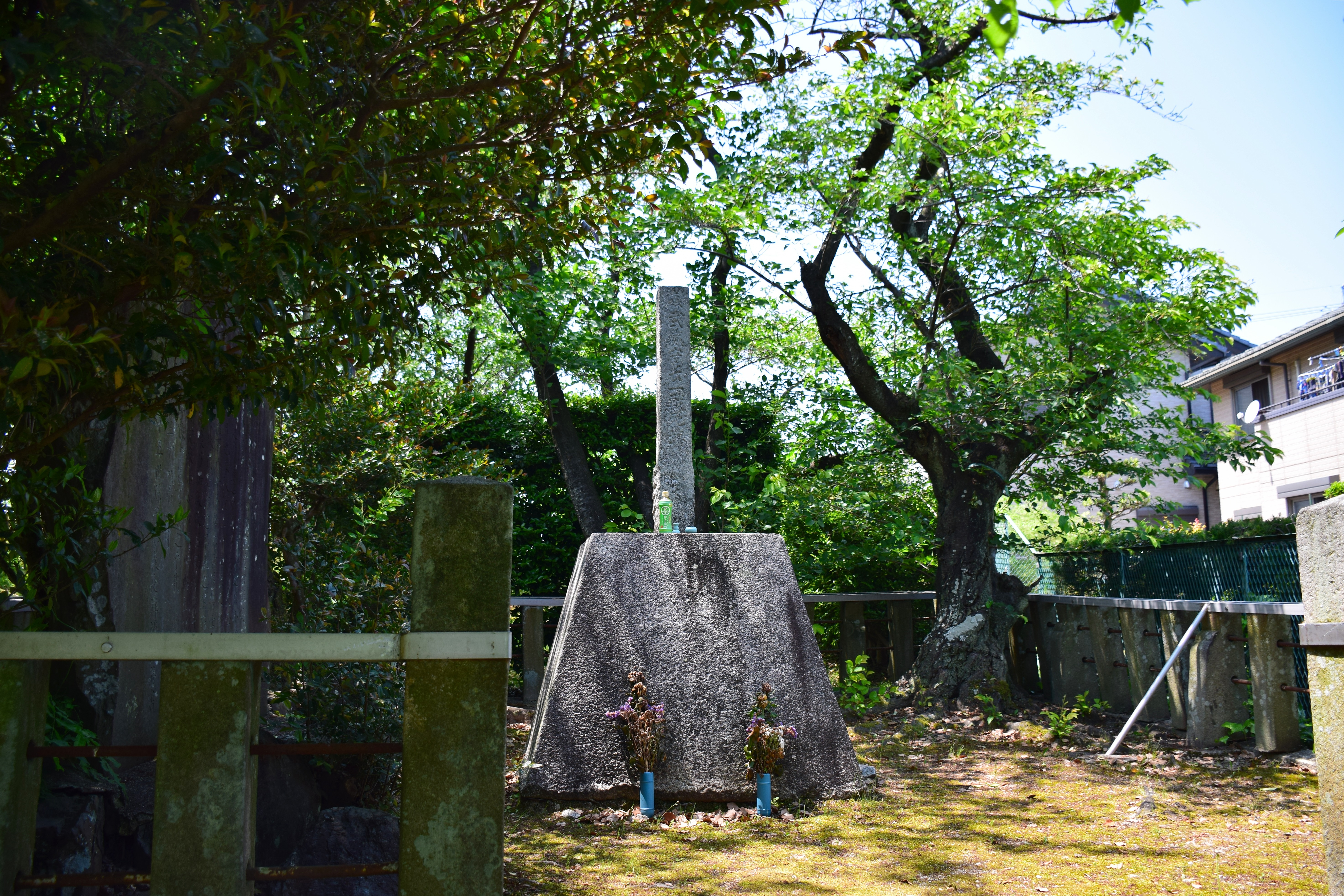
森長可戦死の地とされる武蔵塚（愛知県長久手古戦場）

天正12年（1584年）、羽柴秀吉と織田信雄との間で軍事的な緊張が高まり戦が不可避となった際には、岳父である池田恒興と共に秀吉方に付いた。出陣に当たり、まずは金山より南への船を通行止めとして尾張への流通を断ち、関成政や遠藤慶隆に参陣を呼びかけた。
関・遠藤勢と合流した長可は尾張国へと侵攻するが、すでに池田軍は犬山城を攻略しており、長可は功を挙げるべく戦略的に意義のある小牧山の占拠を狙い軍を動かす。3月16日に尾藤知宣に出陣を願い出て許可を得ると同日夕方出陣し夜半には小牧山城を指呼の間に望む羽黒（犬山市）に陣を張った。しかしながら小牧山は15日に徳川軍の手に落ちており、長可出撃を各地に配した忍びの連絡により察知した家康は直ちに酒井忠次・榊原康政・大須賀康高ら5,000人を羽黒へ向けて派兵した。そして、17日早朝に森軍を捕捉した徳川軍は羽黒の長可へと奇襲をかけ戦端を開く（羽黒の戦い）。
奇襲を受けた当初は森軍も混乱したものの、長可はこの時点では尾藤とともに立て直し戦形を維持したが、迂回していた酒井忠次が退路を塞ぐように後方に現れると、それに対処すべく一部の兵を後退、反転させて迎撃を試みた。しかしながらこれを一部の兵が敗走と勘違いして混乱し始め、その隙を徳川軍に攻められ森軍はあえなく崩れ、隊列を外れた兵は徳川軍に次々と討たれた。もはや戦形の維持が不可能になったうえに敵に包囲された長可は指揮の効く兵だけで強引に北側の包囲の一角を破り撤退に成功したが、退路の確保や追撃を振り切るための退き戦で野呂宗長親子など300人余りの兵を失う手痛い敗戦を喫した。
3月18日、徳川家臣西尾吉次・阿部正勝は、連署で遠山佐渡守に返書を送り、3月17日の羽黒合戦で森長可を撃破し、敵千人余を討ち取ったばかりか、長可の敗北ぶりが実に惨めであったなどと報じた。これによって串原遠山佐渡守・半左衛門尉・与助らは3月23日以前に明知城への攻撃を開始した。本領回復を目指す明知遠山利景も、家康の命を受け、東美濃に向かい、これに参戦したという。遠山佐渡親子とともに明知城の攻撃に参加した。天正12年3月から10月にかけて、東美濃では森方の諸城を串原遠山氏、明知遠山氏らが攻め立て、徐々にではあるが有利にしていたと考えられる。東美濃における遠山方の蜂起と森方の劣勢は、長可が羽黒合戦で敗退したことがきっかけであった。しかし、尾張に在陣する長可は、これに対応できず、座視せざるをえなかった。この地域の劣勢を挽回するためにも、長可は尾張の戦局を有利とし、秀吉の許可を得て、金山城に転じて対応したいと考えていたとしてもおかしくはないだろう。長可の焦りが、長久手合戦の開戦に大きく影響しているのではないだろうか。
後に膠着状態の戦況を打破すべく羽柴秀次を総大将とした三河国中入り部隊に第2陣の総大将として参加。4月7日夜、森長可軍に潜入していた忍び服部平八が、家康に情報を告げた。これにより、秀吉方の軍勢が、三河に侵入しようとしているのは事実だと判断されたという。この戦に際して長可は鎧の上に白装束を羽織った姿で出馬し不退転の覚悟で望んだ。徳川家康の本拠岡崎城を攻略するべく出陣し、道中で撹乱のために別働隊を派遣して一色城や長湫城に放火して回った。その後、岐阜根より南下して岩崎城の戦いで池田軍に横合いから加勢し丹羽氏重を討つと、手薄な北西部の破所から岩崎城に乱入し、城内を守る加藤景常も討ち取った。
しかしながら中入り部隊を叩くべく家康も動いており、すでに総大将である秀次も徳川軍別働隊によって敗走させられ、その別働隊は第3陣の堀秀政らが破ったものの、その間に家康の本隊が2陣と3陣の間に割り込むように布陣しており池田隊と森隊は先行したまま取り残された形となっていた。もはや決戦は不可避となり長可は池田隊と合流して徳川軍との決戦に及び、井伊直政の軍と激突して奮戦するものの水野勝成の家臣・水野太郎作清久配下の鉄砲足軽・杉山孫六の狙撃で眉間を撃ち抜かれ即死した。戦死の地と伝わる場所（愛知県長久手市）には「武蔵塚」が建てられている。享年27。

### 死後

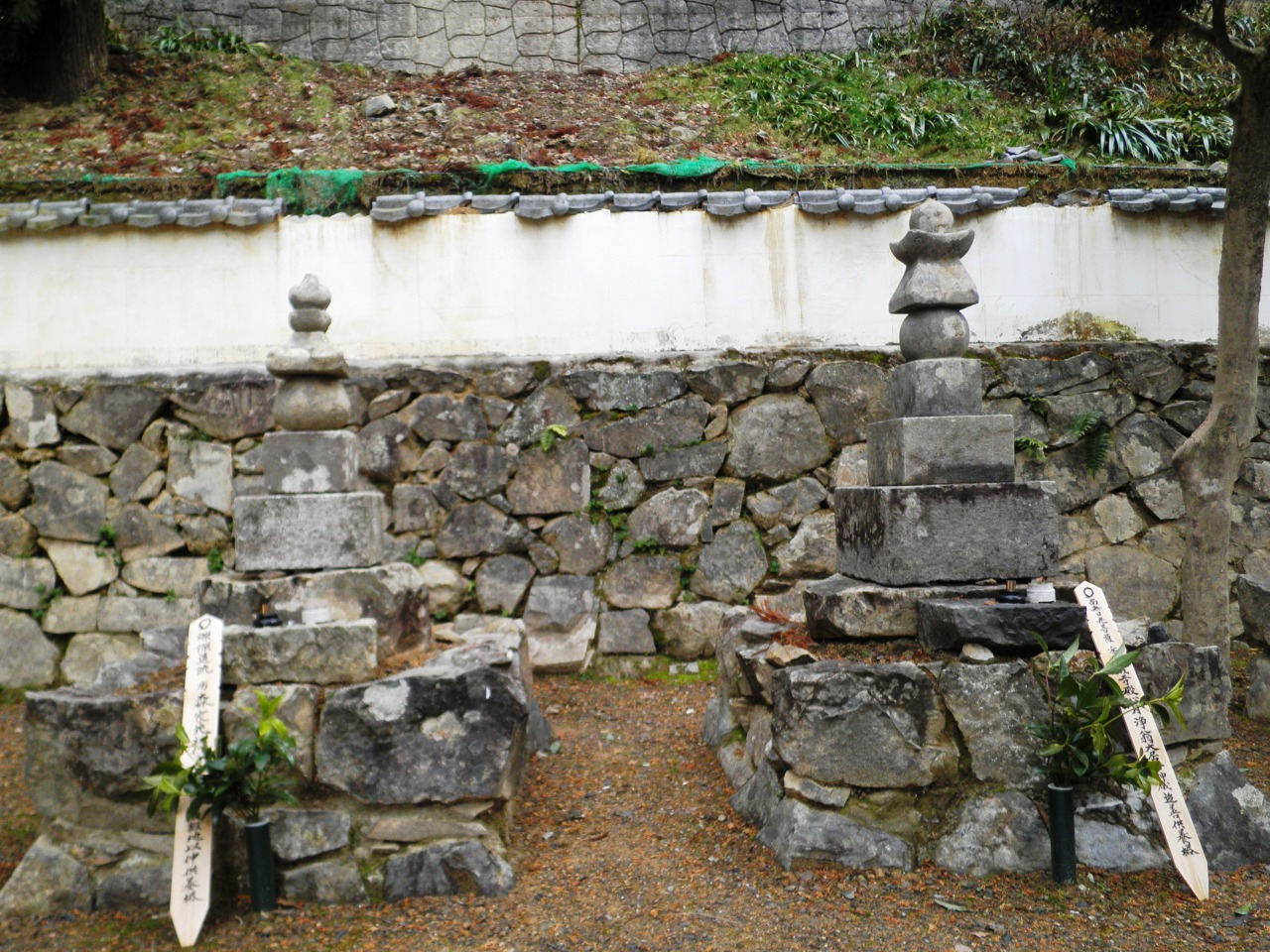
森可成（右）と長可（左）の墓
（岐阜県可児市可成寺）

その後、死体を担ぎ上げて撤退しようとする森軍の兵士に大久保忠世配下の本多八蔵が追いすがり森軍の兵を散らすがこの時、急時のため徳川軍には「首取るに及ばず」という指令が出ており、八蔵は葉武者の如く突出してきた長可を大将首とは思わずに鼻を削ぐと脇差を奪い取りその場を後にする。さらにその後に別の武者がその死体に駆け寄り、首を取ると旗印を外して捨て、長可の羽織っていた白装束を脱がせそれで首を包むと槍の先に付けて馬に乗り、武功を大声で誇りながらその場を立ち去ったが、実はこの武士は徳川の兵ではなく森家の田中某という小姓であったという。このため、長可の首は徳川軍には渡らず、金山に持ち帰られた。
戦後、遺言状が各務元正、林通安、林為忠ら3人の家老によって秀吉の元に届けられた。遺言には名器を秀吉に譲る旨などが書かれていたが、「仙千代（後の森忠政）は秀吉様のお側で奉公すべき」や「金山は誰か信頼できる武将に任せるように」など裁量に困る意見も並んだが結局の所、秀吉も自分に味方した武将の領地を没収する訳にはいかず遺言のこの一節だけは無視して、仙千代を跡継ぎに指名し森家も金山にそのままとどめ置かれた。

## 人物

### 人柄
- 父の可成と同様に槍術に優れ、その秀でた武勇から、「鬼武蔵」と称された。　武名に似合わず小兵と伝わり、赤穂大石神社に伝わる長可の甲冑の大きさは極めて小さく、それを裏付けている。
- 戦でもたびたび命令違反や軍規違反を犯し、それについての書状[14]もいくらか残されているが、信長から下される処分は口頭や書状での注意に留まり蟄居などの重い処分は一度も受けておらず、信長の重度の寵愛ぶりがうかがえる。
- 書を好み、能筆であったという。戦場にも常に矢立と紙を携帯しており、何か報告事がある時はそれらを取り出して自ら筆を取った[15]。
- 茶道を嗜んでおり、津田宗及主催の茶会などにも招かれている[16]。また、名物の収集も趣味であり、特に東山御物の「沢姫の茶壷」は秀吉から金2枚を借金してまで手に入れたという。なお、天正12年3月26日朝、妻である池田氏に宛てた遺言に、沢姫の壺、台天目は秀吉に進上、悪しき茶の湯道具は刀や脇差とともに弟の千丸に与えると後事を託しており、名物茶器の重さが痛感されるとともに[17]、長可の茶の湯への執心と名物の資産価値の大きさをうかがうことができる[18]。
- 上記の遺言は尾藤知宣宛とされてきたが[19][20]、これは明かな誤りで、妻の本家である池田氏に宛てたものである。本来の宛所の位置に「尾藤甚右衛門、この由御申し候べく候｣云々とあり、返し書（追而書）が本文の後にくる変則的な書式のため従来の研究者は幻惑されたといえる[18]。尾藤知宣を介しつつ、後事を妻に託しており、それも「ー候」とか「申候べく候」というようにきわめて丁重な言いまわしで、このことは森夫婦の間柄が役割分担の明確な対等の関係にあったことを物語っている[18]。

### 逸話
- 武蔵守の由来については次のような伝説がある。信長が京都に館を構えた頃、近江の瀬田に関所を設けて諸国大名の氏名を記し通行させた。長可が関所に差し掛かると関守に下馬して家名を名乗るように言われたが、長可は急いでいるとして下馬せずに名乗って通ろうとした。立ちふさがる関守を「信長公の御前ならともかく、この勝蔵に下馬を強いるとは何事」と斬り捨て、止め立てすれば町を焼き払うと叫んだので、木戸は開かれた。長可がこの一件を話し裁定を仰ぐと、信長は笑って、昔五条橋で人を討った武蔵坊弁慶がいたが、長可も瀬田の橋で人を討ったとして、今後は武蔵守と改めよと言ったという[21]。
- 高遠城攻めの時は激戦で長可の鎧の下半身は高遠城兵の返り血で真っ赤に染まっており、その姿を見た織田信忠は思わず手負いかどうか尋ねたという[15]。
- 米田城から加治田城に肥田玄蕃が逃げのびたことについて、長可は「加茂山（米田城）には地の利がなく、加治田は地の利のあるところである。加治田にかたまり、わが勢を引き受けようとする場所に逃れたのは、なかなか天晴な大将である」と述べたと伝わる[6]。
- 小牧・長久手の戦いに出陣する前に、「娘のおこうは侍ではなく､京都の町人で医師のような人物に嫁がせるように」という遺言を妻の池田氏に対して残している[18]。

## 主要家臣団

### 譜代
- 各務元正
- 林為忠
- 林通安
- 大塚丹後守（次右衛門）
- 武藤兼友

### 信濃時代与力
- 春日昌元
- 屋代政国
- 出浦盛清
- 室賀満正
- 加木屋正則

### 本能寺以降
- 安田国継
- 井戸宇右衛門
- 妻木頼忠（妻木城主）
- 河尻秀長
- 若尾甚九郎元美（根本城主）
- 坪内利定

## 関連作品

### 小説
- 川田忠『戦国鶴の軍団　鬼の武蔵・森武蔵守長可烈伝 』（郷土出版社、2002年）
- 谷口研語『森長可』―信長も一目置いた若き猛将「鬼武蔵」（PHP研究所、2006年）
- 鈴木輝一郎『戦国の鬼 森武蔵』（出版芸術社、2007年）
- 夾竹桃『戦国小町苦労譚』（アース・スター エンターテイメント、2013年 - ）

### テレビドラマ
- 『信長協奏曲』（2014年、フジテレビ月9ドラマ、演：北村匠海)
- 『どうする家康』（2023年、NHK大河ドラマ、演：城田優)

### 漫画
- 『戦国小町苦労譚』（夾竹桃・平沢下戸原作、沢田一作画、アース・スター エンターテイメント、2016年 - ）